# Boston (Kentucky)
Boston ist ein Census-designated place im Nelson County, Kentucky mit 253 Einwohnern (Stand: Volkszählung 2020).
Die Siedlung entstand im frühen 19. Jahrhundert am Lick Creek in Kentucky an einer Stelle, die heute „Old Boston“ heißt. Im 19. Jahrhundert entstand auf dem Gemeindegebiet ein Haltepunkt des Lebanon Branches der Louisville and Nashville Railroad, an der heute gelegentlich Sonderzüge des Kentucky Railway Museums halten. Vermutlich im Überflutungen auszuweichen, und um näher an der Station der Eisenbahn zu sein, zog die Siedlung Mitte des 19. Jahrhunderts ein Stück nach Westen.
In Boston befindet sich seit 1954 die Booker Noe Distillery, die größere der beiden Whiskey-Brennereien, in denen Jim-Beam-Whisky hergestellt wird. Die Boston School reicht vom Kindergarten bis zur Achten Klasse. 2014 besuchen sie 296 Schüler.